# Мереть (Новосибирская область)
Мереть — село в Сузунском районе Новосибирской области России. Административный центр Меретского сельсовета.

## География
Площадь села — 134 гектара.

## Население
| 2002 | 2007 | 2010 |
| ---- | ---- | ---- |
| 837  | ↘767 | ↘694 |

## Инфраструктура
В селе по данным на 2007 год работает 1 учреждение здравоохранения и 1 школа.

## Известные уроженцы
- Михаил Николаевич Щукин (1953—2025) — советский и российский писатель, сооснователь издательства «Сибирская горница», главный редактор литературного журнала «Сибирские огни»[5][6].